# Fußball-Bundesliga 2008-2009 (Austria)
Dalla stagione 2008-2009 quest'anno il campionato di calcio austriaco ha assunto il nome di Tipp3-Bundesliga; Tipp3 sta per la compagnia austriaca della T-Mobile tedesca.
È iniziato l'8 luglio 2008 ed è terminata il 30 maggio 2009, con una pausa invernale prevista tra il 13 dicembre 2008 e il 21 febbraio 2009.
La prima classificata accederà al 1º turno di qualificazione della UEFA Champions League 2009-2010, la seconda e la terza classificata andranno al 2º turno di qualificazione della UEFA Europa League 2009-2010, l'ultima classificata retrocederà in Erste Liga.

## Classifica Finale
|                    |     | Classifica 2008-2009 | Pti | G  | V  | N  | P  | GF | GS | DR  |
| ------------------ | --- | -------------------- | --- | -- | -- | -- | -- | -- | -- | --- |
| Austria (bandiera) | 1.  | Salisburgo           | 74  | 36 | 23 | 5  | 8  | 86 | 50 | +36 |
|                    | 2.  | Rapid Vienna         | 70  | 36 | 21 | 7  | 8  | 89 | 43 | +46 |
|                    | 3.  | Austria Vienna       | 62  | 36 | 17 | 11 | 8  | 59 | 46 | +13 |
|                    | 4.  | Sturm Graz           | 60  | 36 | 17 | 9  | 10 | 68 | 45 | +23 |
|                    | 5.  | Ried                 | 60  | 36 | 17 | 9  | 10 | 58 | 38 | +20 |
|                    | 6.  | Austria Kärnten      | 41  | 36 | 11 | 8  | 17 | 47 | 57 | -10 |
|                    | 7.  | LASK Linz            | 37  | 36 | 11 | 4  | 21 | 35 | 67 | -32 |
|                    | 8.  | Kapfenberger         | 36  | 36 | 10 | 6  | 20 | 48 | 81 | -33 |
|                    | 9.  | Mattersburg          | 33  | 36 | 8  | 9  | 19 | 42 | 71 | -29 |
|                    | 10. | Altach               | 30  | 36 | 8  | 6  | 22 | 56 | 90 | -34 |

### Capoliste Solitarie
- 3ª giornata:  Sturm Graz
- 5ª giornata:  Salisburgo
- Dalla 8ª alla 9ª giornata:  Rapid Vienna
- Dalla 10ª alla 13ª giornata:  Austria Vienna
- Dalla 14ª alla 36ª giornata:  Salisburgo

## Classifica Marcatori
| Pos. | Calciatore              | Squadra        | Gol |
| ---- | ----------------------- | -------------- | --- |
| 1    | Marc Janko              | Salisburgo     | 39  |
| 2    | Erwin Hoffer            | Rapid Vienna   | 27  |
| 3    | Stefan Maierhofer       | Rapid Vienna   | 23  |
| 4    | Milenko Ačimovič        | Austria Vienna | 15  |
| 5    | Mario Haas              | Sturm Graz     | 15  |
| 6    | Rubin Okotie            | Austria Vienna | 14  |
| 7    | Hamdi Salihi            | Ried           | 14  |
| 8    | Ignacio Rodríguez Ortiz | Ried           | 13  |
| 9    | Robin Nelisse           | Salisburgo     | 12  |
| 10   | Steffen Hofmann         | Rapid Vienna   | 12  |

## Verdetti
- Salisburgo vincitore della Bundesliga 2008-09.
- Salisburgo ammessa al 2º turno(Campioni) della UEFA Champions League 2009-10 .
- Austria Vienna ammessa al 3º turno preliminare della UEFA Europa League 2009-10, in quanto vincitrice della Coppa Nazionale.
- Rapid Vienna e  Sturm Graz ammesse al 2º turno preliminare della UEFA Europa League 2009-10.
- Altach retrocessa in Erste Liga.